# DDL intercettazioni
El disegno di legge intercettazioni (abreviado DDL intercettazioni), proyecto de ley de escuchas telefónicas, también conocido por sus detractores como «ley mordaza», es una propuesta de ley que se presentó ante el parlamento italiano en 2008.

## Antecedentes
El Instituto Max Planck calculó en 2006 que la proporción de italianos que tenían sus teléfonos móviles intervenidos era mayor que en ningún otro país europeo. La ley fue propuesta por el gabinete del cuarto gobierno de Berlusconi y fue presentada por el ministro de Justicia italiano, Angelino Alfano, en 2008, aprobada por la cámara en 2009 y posteriormente modificada por el Senado italiano.
La ley argumentaba que los jueces autorizaban las escuchas demasiado a menudo y que los medios de comunicación no debían estar enterados de los resultados. El primer ministro Silvio Berlusconi afirmó en 2010 que la legislación era necesaria para proteger la privacidad de los ciudadanos italianos. Berlusconi y personas cercanas a él han sido sometidas a una serie de escuchas que han sido publicadas, como por ejemplo en diciembre de 2007, cuando se publicaron en la revista L'Espresso las conversaciones telefónicas entre Berlusconi (por entonces líder de la oposición) y Agostino Saccà, director general de la RAI, produciéndose un escándalo en diversos medios de comunicación.
En protesta, los periodistas italianos realizaron una huelga el 9 de julio de 2010.

## Derecho de réplica
Una de las medidas propuestas (el párrafo 29) daría a cualquier persona que se considere ofendida por el contenido de una publicación o una página web el derecho a que se publique dentro de las 48 horas siguientes, en el mismo lugar y con igual importancia, una réplica que no puede ser editada o comentada. El no cumplimiento puede llevar a una multa de hasta 12 000 €.
En protesta, el 4 y el 5 de octubre de 2011 todas las páginas de la Wikipedia en italiano fueron redirigidas a una declaración oponiéndose a la legislación propuesta.